# Maattheorie
De maattheorie is het deelgebied van de wiskunde dat de elementaire begrippen van maat (lengte, oppervlakte en volume) veralgemeent, zodat ook aan ingewikkelder verzamelingen dan die van 'gewone' punten in een ruimte een maat kan worden toegekend. In de maattheorie is de Lebesgue-integratie de theoretische basis voor de kansrekening en de integraalrekening. Zo kan dankzij de maattheorie de verwachting van een stochastische variabele worden opgevat als de integraal van een meetbare functie.
Het uitgangspunt is een strenge afbakening van het studiegebied op basis van de axiomatische verzamelingenleer. In de Banach-Tarskiparadox wordt duidelijk hoe een naïeve opvatting van het begrip "maat van een verzameling" wordt afgestraft. De wiskundigen Stefan Banach en Alfred Tarski toonden aan dat uit een naïeve opvatting van het begrip "volume" (maat in de {\displaystyle n}-dimensionale reële ruimte) volgt dat alle lichamen een gelijk volume hebben.

## Meetbare ruimte
Een meetbare ruimte bestaat uit een willekeurige verzameling {\displaystyle X}, tezamen met een σ-algebra {\displaystyle {\mathcal {F}}} van deelverzamelingen van {\displaystyle X}. (In de Franstalige literatuur spreekt men van stam ("tribu")). 
De elementen van {\displaystyle {\mathcal {F}}} noemt men de meetbare deelverzamelingen van {\displaystyle X}. Uiteraard kan op eenzelfde drager {\displaystyle X} meestal meer dan één meetbare ruimte gedefinieerd worden, dus het begrip "meetbare verzameling" hangt evenzeer af van de keuze van {\displaystyle {\mathcal {F}}}.
De geëiste structuur van σ-algebra voor de meetbare verzamelingen maakt het mogelijk een maat aan deze verzamelingen toe te kennen die geschikte eigenschappen heeft.

### Voorbeelden
Zij {\displaystyle X} een willekeurige verzameling. Uit de drie definiërende eigenschappen van een σ-algebra volgt dat elke σ-algebra minstens de lege verzameling en de verzameling {\displaystyle X} zelf bevat. Het paar {\displaystyle \{\varnothing ,X\}} is ook altijd een σ-algebra op {\displaystyle X}, die soms indiscrete stam heet. De indiscrete stam is de kleinst mogelijke σ-algebra op een verzameling {\displaystyle X}; elke andere σ-algebra bevat die indiscrete stam.
De machtsverzameling {\displaystyle 2^{X}}, d.w.z. de verzameling van alle deelverzamelingen van {\displaystyle X,} vormt een σ-algebra op {\displaystyle X} die men soms de discrete stam noemt. De discrete stam is de grootst mogelijke σ-algebra op een verzameling {\displaystyle X} in de zin dat hij elke andere σ-algebra omvat.
Zij {\displaystyle {\mathcal {C}}\subset 2^{X}} een willekeurige collectie deelverzamelingen van {\displaystyle X.} De verzameling van alle σ-algebra's op {\displaystyle X} die {\displaystyle {\mathcal {C}}} omvatten, is niet leeg, want zij bevat de discrete stam, en de doorsnede van al deze σ-algebra's is opnieuw een σ-algebra op {\displaystyle X}. Deze doorsnede heet de σ-algebra voortgebracht door {\displaystyle {\mathcal {C}},} genoteerd {\displaystyle \sigma ({\mathcal {C}}).}
Zij {\displaystyle (X,{\mathcal {T}})} een topologische ruimte. De door {\displaystyle {\mathcal {T}}} voortgebrachte σ-algebra {\displaystyle \sigma ({\mathcal {T}})} heet de borelstam van {\displaystyle (X,{\mathcal {T}})}.

## Interpretatie in de kansrekening
In de kansrekening kan {\displaystyle X} geïnterpreteerd worden als de verzameling van alle denkbare werelden. Een meetbare verzameling {\displaystyle A}, deelverzameling van {\displaystyle X}, is dan een 'logische uitspraak' die in sommige werelden waar, in andere onwaar is. Iets minder abstract, kan {\displaystyle X} worden gezien als de uitkomstenruimte bij een kansexperiment. Een meetbare verzameling {\displaystyle A} heet een gebeurtenis (meetbare deelverzameling van de uitkomstenruimte {\displaystyle X}) die zich met een bepaalde kans (de maat van {\displaystyle A}) kan voordoen, wat wil zeggen dat de uitkomst van het kansexperiment een element van {\displaystyle A} is.

## Meetbare functie
Een functie tussen twee dragers van meetbare ruimten heet een meetbare functie als ze de structuur van de σ-algebra's respecteert, meer bepaald als het volledig origineel van elke meetbare verzameling ook meetbaar is.

## Maat
Een maat is een functie {\displaystyle m} die aan elke meetbare verzameling een niet-negatief reëel getal of de waarde oneindig toekent, op een manier die als volgt de structuur van {\displaystyle {\mathcal {F}}} respecteert:
1. De lege verzameling (die overigens altijd meetbaar is) heeft maat nul: {\displaystyle m(\varnothing )=0.}
2. Additiviteit: Voor elke twee disjuncte meetbare verzamelingen {\displaystyle A_{1}} en {\displaystyle A_{2}} is de maat van hun vereniging gelijk aan de som van hun maten: {\displaystyle m(A_{1}\cup A_{2})=m(A_{1})+m(A_{2})}.
3. σ-Additiviteit: Voor een rij paarsgewijs disjuncte meetbare verzamelingen {\displaystyle A_{1},A_{2},\ldots } is de maat van hun vereniging gelijk aan de som van de reeks van de afzonderlijke maten:

{\displaystyle m\left(\bigcup _{i=1}^{\infty }A_{i}\right)=\sum _{i=1}^{\infty }m(A_{i})}.
Hierbij wordt afgesproken dat een som waarvan minstens één term oneindig is, oneindig bedraagt.
Merk op dat voorwaarde 2 een speciaal geval is van voorwaarde 3. 
Het geordende drietal {\displaystyle (X,{\mathcal {F}},m)} heet een maatruimte.
Een nulverzameling is een verzameling met maat nul. Er kunnen best nulverzamelingen bestaan die niet leeg zijn, en zelfs overaftelbaar veel elementen hebben.
De kansrekening gaat uit van een eindige maat die aan de hele verzameling {\displaystyle X} de maat (kans) 1 toekent. Als een meetbare verzameling {\displaystyle A} een logische uitspraak voorstelt, is {\displaystyle m(A)} de kans dat die uitspraak waar is.

## Lebesgue-integraal
Voor de reële getallen, uitgerust met haar gewone topologie, is de borelstam de kleinste σ-algebra die alle intervallen bevat. De borelmaat associeert met elk interval zijn lengte.
De aldus ontstane maatruimte is onvolledig. De lebesgue-stam is de kleinste volledige uitbreiding van de borelstam. De borelmaat kan op eenduidige wijze worden uitgebreid tot de hele lebesguestam en heet dan lebesgue-maat.
Op maatruimten wordt een abstract integraalbegrip gedefinieerd voor sommige meetbare functies van de maatruimte naar de reële getallen (met de lebesguestam). In het bijzondere geval van reëelwaardige functies op de reële getallen ontstaat zo de lebesgue-integraal.

## Stochastische variabele
Een stochastische variabele is een meetbare functie van een kansruimte naar de reële getallen (met de lebesguestam). Als de functie Lebesgue-integreerbaar is, noemt men haar integraal de verwachting van de stochastische variabele. Vaak wordt de eis "meetbaar" niet uitdrukkelijk vermeld - desnoods vergroot men de σ-algebra in kwestie om alle interessante stochastische variabelen meetbaar te maken.